# Archytas cirphis
Archytas cirphis là một loài ruồi trong họ Tachinidae.